# Высокое напряжение
Высо́кое напряже́ние — электрический потенциал, достаточно большой, чтобы вызвать травму или ущерб. В некоторых отраслях под высоким напряжением понимается напряжение выше определенного порога. К оборудованию и проводникам, находящимся под высоким напряжением, предъявляются особые требования и процедуры безопасности.
Высокое напряжение используется в распределении электроэнергии, в электронно-лучевых трубках, для генерации рентгеновских лучей и пучков частиц, для создания электрических дуг, для зажигания, в фотоумножительных трубках, в вакуумных лампах усилителей большой мощности, а также в других промышленных устройствах, в военной и научной областях.

## Определение
| Диапазон напряжения МЭК | Переменный ток (В) | Постоянный ток (В) | Определение риска             |
| ----------------------- | ------------------ | ------------------ | ----------------------------- |
| Высокое напряжение      | > 1,000            | > 1,500            | Электрическая дуга            |
| Низкое напряжение       | от 50 до 1 000     | от 120 до 1 500    | Поражение электрическим током |
| Сверхнизкое напряжение  | < 50               | < 120              | Малый риск                    |

Численное определение высокого напряжения зависит от контекста. При классификации напряжения как высокого напряжения учитываются два фактора: возможность возникновения искры в воздухе и опасность поражения электрическим током при контакте или близости.
Международная электротехническая комиссия и её национальные партнёры (IET, Институт инженеров электротехники и электроники, VDE и т. д.) определяют высокое напряжение как напряжение более 1000 В для переменного тока и более 1500 В для постоянного тока.
В Соединенных Штатах Америки Американский национальный институт стандартов (ANSI) устанавливает номинальное напряжение для электроэнергетических систем с частотой 60 Гц и напряжением более 100 В. В частности, ANSI C84.1-2020 определяет высокое напряжение (англ. high voltage) как напряжение от 115 В до 230 кВ, сверхвысокое напряжение (англ. extra-high voltage) как напряжение от 345 кВ до 765 кВ и ультравысокого напряжения (англ. ultra-high voltage) до 1100 кВ. Британский стандарт BS 7671:2008 определяет высокое напряжение как любую разность напряжений между проводниками, превышающую 1000 В переменного тока или 1500 В постоянного тока без пульсаций, или любую разницу напряжений между проводником и землёй, превышающую 600 В переменного тока или 900 В постоянного тока без пульсаций.
В некоторых юрисдикциях лицензии электрикам выдаются только на определённые классы напряжения. Например, электротехническая лицензия для специализированной субторговли, такой как установка систем отопления, вентиляции и кондиционирования, систем пожарной сигнализации, систем видеонаблюдения, может разрешать установки систем с напряжением только до 30 В между проводниками, и может не разрешать работу в обычных электрических цепях. В целом можно считать, что бытовые сети (от 100 В до 250 В переменного тока), в которых используется самое высокое напряжение, с которыми обычно сталкиваются люди, являются высоковольтными.
Напряжения выше примерно 50 В обычно могут вызвать протекание опасного количества тока через человека, который касается двух точек цепи, поэтому стандарты безопасности в отношении таких цепей более строгие.
В автомобильной технике высокое напряжение определяется как напряжение в диапазоне от 30 В до 1000 В переменного тока или от 60 до 1500 В постоянного тока.
Определение сверхвысокого напряжения (англ. extra-high voltage, EHV) снова зависит от контекста. В технике передачи электроэнергии сверхвысокое напряжение классифицируется как напряжение в диапазоне 345 000—765 000 В. В электронных системах источник питания, обеспечивающий напряжение более 275 000 вольт, называется источником питания сверхвысокого напряжения и часто используется в экспериментах по физике. Ускоряющее напряжение для телевизионной электронно-лучевой трубки можно охарактеризовать как сверхвысокое напряжение (англ. extra-high voltage или англ. extra-high tension, EHT) по сравнению с другими источниками напряжения в оборудовании. Этот тип питания находится в диапазоне от 5 кВ до примерно 30 кВ.